# Yinchuan
Yinchuan (en chino, 银川市; pinyin, Yínchuān shì) es una ciudad-prefectura, capital de la región autónoma de Ningxia ubicada al centro-norte de la República Popular China. Su área es de 6942 km² y su población total para 2020 superó los 2.8 millones de habitantes.
Yinchuan está situada a orillas del río Amarillo, en el extremo oeste de la Gran Muralla. Originalmente fue un condado en el siglo I a. C., convirtiéndose en la capital de la dinastía Xi Xia en el año 907 d. C. En 1227 pasó a estar bajo el control de la dinastía Yuan y después bajo el dominio de los Ming y los Qing. Hay evidencias de que allí murió Gengis Kan el 18 de agosto de 1227.
En 1928 se volvió la capital de la recién formada provincia de Ningxia. En 1954 cuando dicha demarcación fue abolida, la ciudad pasó a ser parte de la provincia de Gansu. Con el establecimiento de la región autónoma de Ningxia en 1958, Yinchuan otra vez se hizo capital. En gran medida sin industria, es el principal mercado agrícola y centro de distribución del área.

## Administración
La ciudad-prefectura de Yinchuan  está conformada por 6 localidades que se administran en 3 distritos urbanos, 1 ciudad suburbana y 2 condados.
- Distrito Xingqing 兴庆区
- Distrito Jinfeng 金凤区
- Distrito Xixia 西夏区
- Ciudad Lingwu 灵武市
- Condado Yongning 永宁县
- Condado Helan 贺兰县

## Toponimia
Debido a que está ubicado en la orilla del río Amarillo y el suelo es mayoritariamente blanco, se llama "Yinchuan", que significa "río plateado".

## Clima
| Parámetros climáticos promedio de Yinchuan (1971–2000) | Parámetros climáticos promedio de Yinchuan (1971–2000) | Parámetros climáticos promedio de Yinchuan (1971–2000) | Parámetros climáticos promedio de Yinchuan (1971–2000) | Parámetros climáticos promedio de Yinchuan (1971–2000) | Parámetros climáticos promedio de Yinchuan (1971–2000) | Parámetros climáticos promedio de Yinchuan (1971–2000) | Parámetros climáticos promedio de Yinchuan (1971–2000) | Parámetros climáticos promedio de Yinchuan (1971–2000) | Parámetros climáticos promedio de Yinchuan (1971–2000) | Parámetros climáticos promedio de Yinchuan (1971–2000) | Parámetros climáticos promedio de Yinchuan (1971–2000) | Parámetros climáticos promedio de Yinchuan (1971–2000) | Parámetros climáticos promedio de Yinchuan (1971–2000) |
| Mes                                                    | Ene.                                                   | Feb.                                                   | Mar.                                                   | Abr.                                                   | May.                                                   | Jun.                                                   | Jul.                                                   | Ago.                                                   | Sep.                                                   | Oct.                                                   | Nov.                                                   | Dic.                                                   | Anual                                                  |
| ------------------------------------------------------ | ------------------------------------------------------ | ------------------------------------------------------ | ------------------------------------------------------ | ------------------------------------------------------ | ------------------------------------------------------ | ------------------------------------------------------ | ------------------------------------------------------ | ------------------------------------------------------ | ------------------------------------------------------ | ------------------------------------------------------ | ------------------------------------------------------ | ------------------------------------------------------ | ------------------------------------------------------ |
| Temp. máx. media (°C)                                  | −3.8                                                   | 3.5                                                    | 10.4                                                   | 18.9                                                   | 24.2                                                   | 27.8                                                   | 29.5                                                   | 27.6                                                   | 23.2                                                   | 16.7                                                   | 7.7                                                    | 0.8                                                    | 15.8                                                   |
| Temp. mín. media (°C)                                  | −13.7                                                  | −9.8                                                   | −2.8                                                   | 3.9                                                    | 10.1                                                   | 15.1                                                   | 17.6                                                   | 16.2                                                   | 10.4                                                   | 3.1                                                    | −3.2                                                   | −10.3                                                  | 3.1                                                    |
| Precipitación total (mm)                               | 1.2                                                    | 0.0                                                    | 6.3                                                    | 8.3                                                    | 18.7                                                   | 17.4                                                   | 42.8                                                   | 51.5                                                   | 22.5                                                   | 11.5                                                   | 2.9                                                    | 0.9                                                    | 186.3                                                  |
| Días de precipitaciones (≥ 1 mm)                       | 1.2                                                    | 1.4                                                    | 2.3                                                    | 2.6                                                    | 4.1                                                    | 5.6                                                    | 7.9                                                    | 8.7                                                    | 5.7                                                    | 3.4                                                    | 1.4                                                    | 0.8                                                    | 45.1                                                   |
| Horas de sol                                           | 205.7                                                  | 201.1                                                  | 232.6                                                  | 255.5                                                  | 287.1                                                  | 285.3                                                  | 281.8                                                  | 267.2                                                  | 240.2                                                  | 231.9                                                  | 214.3                                                  | 203.1                                                  | 2905.8                                                 |
| Humedad relativa (%)                                   | 55                                                     | 50                                                     | 49                                                     | 42                                                     | 46                                                     | 56                                                     | 64                                                     | 69                                                     | 67                                                     | 62                                                     | 64                                                     | 62                                                     | 57.2                                                   |
| Fuente: China Meteorological Administration            |                                                        |                                                        |                                                        |                                                        |                                                        |                                                        |                                                        |                                                        |                                                        |                                                        |                                                        |                                                        |                                                        |